# Ulica Zwierzyniecka w Poznaniu
Ulica Zwierzyniecka (do 1918: Tiergartenstrasse) – ulica na poznańskich Jeżycach. Zaczyna się przy rondzie Kaponiera, następnie biegnie w kierunku zachodnim, dalej się krzyżuje po kolei z ulicami Mickiewicza, Zeylanda. Gajową i Prusa, kończy swój bieg na skrzyżowaniu z ulicą Kraszewskiego. Nazwa pochodzi od ogrodu zoologicznego położonego przy tej ulicy założonego w 1871 roku. Została włączona do miasta w 1900 roku, wraz ze wsią Jeżyce, która się stała częścią miasta.
Na początku ulicy, u zbiegu z ul. Franklina Roosevelta (rondo Kaponiera) w latach 1929–2003 znajdował się budynek kina „Bałtyk”.

## Zabytki
- Drukarnia Concordia, nr 3, pocz. XX wieku, nr rej.: 862/Wlkp/A z 31.05.1995 i z 24.05.2012[4][5]
- Resursa Kupiecka, nr 13, rok 1908, nr rej.: A-472 z 15.10.2002[4][5]
- Stare Zoo w Poznaniu, nr 19, k. XIX wieku, nr rej.: A-201 z 25.04.1978[4][5]
- kamienica PAN, nr 20, lata budowy: 1905-06, nr rej.: A-206 z 6.11.1978[4][5], której adaptacja otrzymała w 2016 nagrodę Ministra Kultury i Dziedzictwa Narodowego Zabytek zadbany[6]

## Obiekty znajdujące się pod opieką konserwatora
- dom, nr 11, zbudowany: 1910-15 rok[5]
- dom, nr 12, zbudowany: 1910[5]
- dom, nr 39, zbudowany: 1900[5]
- dom, nr 41, zbudowany: koniec XIX wieku[5]
- wieżowiec Zjednoczenia Przemysłu Ceramiki Budowlanej w Poznaniu